# هزاره‌های اروپا
هزاره‌های اروپا هزاره‌تبارهایی هستند که در اروپا زندگی می‌کنند و شهروندی آنجا را کسب کرده‌اند. مهاجرت هزاره‌ها به سوی اروپا از سال ۱۸۰۰ میلادی شروع شده‌است و تا حال پنج با به‌صورت گسترده صورت گرفته‌است.
در قرن نوزدهم آزار و اذیت مردم هزاره توسط پادشاهان افغان افغانستان شروع شد و در زمان نسل‌کشی هزاره‌ها توسط عبدالرحمان به اوج خود رسید. به‌دنبال این واقعات که زندگی را برای هزاره‌ها فوق‌العاده دشوار کرده‌بود، جمعی کثیری از آنها عازم هند انگلیس شدند و برای اولین بار در ارتش آن کشور هنگ مستقلی با نام هنگ ۱۰۶ام پیشگامان هزاره توسط فیلد مارشال سی‌دبلیو جیکوب تأسیس شد. این هنگ به جبهه بین‌النهرین در جنگ جهانی اول فرستاده شد و پس از پیروزی در نبرد به‌عنوان پاداش به شهروندی کشورهای انگلیس و فرانسه پذیرفته شدند، به‌دنبال آن برای اولین بار مهاجرت هزاره‌ها از هند بریتانیا به سوی اروپا آغاز گردید.
مرحله دوم مهاجرت هزاره‌ها هنگام تهاجم شوروی به افغانستان آغاز گردید و بسیاری از هزاره‌های که عازم ایران و پاکستان گردیده‌بودند، خودشان را به اروپا رسانیدند.
مرحله سوم مهاجرت گسترده مردمان هزاره پس از تسلط طالبان در افغانستان بود و هزاره‌ها بسیار بیشتر از دو موج قبلی، عازم کشورهای خارج شدند و در آنجا پناهندگی دادند.
مرحله چهارم موج مهاجرت‌های سال ۲۰۱۵ بود که برخلاف دفعات قبل، تنها جوانان هزاره عازم کشورهای اروپایی شدند و بسیاری از جمعیت امروزی هزاره‌های اروپا، در همین موج وارد آن قاره گردیدند.
مرحله پنجم مهاجرت هزاره به دلیل تصرف افغانستان توسط طالبان در سال ۲۰۲۱ میلادی می‌باشد و این موج علاقه کمتری به مهاجرت سوی اروپا دارند و بیشتر عازم آمریکای شمالی هستند.